# بلوهاست
بلوهاست (انگلیسی:Bluehost) یکی از ارائه‌دهندگان خدمات میزبانی وب و ثبت دامنه است که با تمرکز بر میزبانی وردپرس، به یکی از گزینه‌های مورد توجه کاربران در بازار جهانی تبدیل شده است. این برند که فعالیت خود را از اوایل دهه ۲۰۰۰ آغاز کرده، خدمات متنوعی مانند هاست اشتراکی، سرورهای اختصاصی و خدمات ابری ارائه می‌دهد.
بر اساس بررسی منتشرشده در وبگاه رسمی وردپرس ،  در میان گزینه‌های پیشنهادی برای میزبانی وردپرس قرار دارد و به‌دلیل پشتیبانی از نصب ساده وردپرس، عملکرد قابل‌قبول و سازگاری با ابزارهای رایج توسعه وب شناخته شده است.
در برخی وب‌سایت‌های مرتبط با فناوری و بررسی خدمات میزبانی مانند TechRadar و PCMag، از این سرویس به‌عنوان یکی از میزبان‌های قابل‌اتکا در حوزه‌ی وب‌سایت‌های کوچک و متوسط یاد شده است.
تا امروز، برندهای مشابهی با نام‌های نزدیک به Bluehost در فضای اینترنت فعالیت دارند که گاهی باعث شباهت اسمی یا ابهام در شناخت برندها می‌شوند.